# Silnice II/444
Silnice II/444 je silnice II. třídy, která vede z Mohelnice do Města Libavá. Je dlouhá 52 km. Prochází jedním krajem a dvěma okresy.

## Vedení silnice

### Olomoucký kraj, okres Šumperk
- Mohelnice (křiž. I/35, II/644, III/4441, III/4446, III/4446a, III/4447)
- Stavenice
- Úsov (křiž. II/315, III/4496)

### Olomoucký kraj, okres Olomouc
- Medlov (křiž. III/4449, III/44410, III/44412, III/44414, III/4494)
- Uničov (křiž. II/446, III/44415, III/44624, peáž s II/446)
- Brníčko (křiž. III/44416, III/44623, III/44417)
- Újezd (křiž. III/44419, III/4472)
- Rybníček (křiž. III/44420)
- Mladějovice (křiž. III/44421, III/4474)
- Babice (křiž. III/44424)
- Šternberk (křiž. I/46, II/447, II/445, III/44426, III/44423, III/44434, peáž s I/46)
- Lipina (křiž. I/46, peáž s I/46)
- Těšíkov
- Hraničné Petrovice (křiž. III/44436, III/44434, III/44441)
- Domašov nad Bystřicí (křiž. III/44443, III/44445)
- Heroltovice
- Město Libavá (křiž. II/440)